# Johann Leopold von Sachsen-Coburg und Gotha

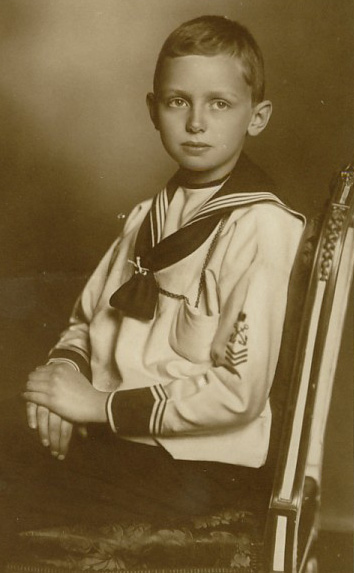
Erbprinz Johann Leopold um 1916

Johann Leopold Wilhelm Albert Ferdinand Viktor Prinz von Sachsen-Coburg und Gotha (* 2. August 1906 auf Schloss Callenberg, Coburg; † 4. Mai 1972 in Grein, Österreich) war ein deutscher Adliger. Er war als Erstgeborener der Erbprinz des Hauses von Sachsen-Coburg und Gotha, verzichtete jedoch auf diesen Status zugunsten der nicht standesgemäßen Heirat mit Feodora Freiin von der Horst.

## Leben

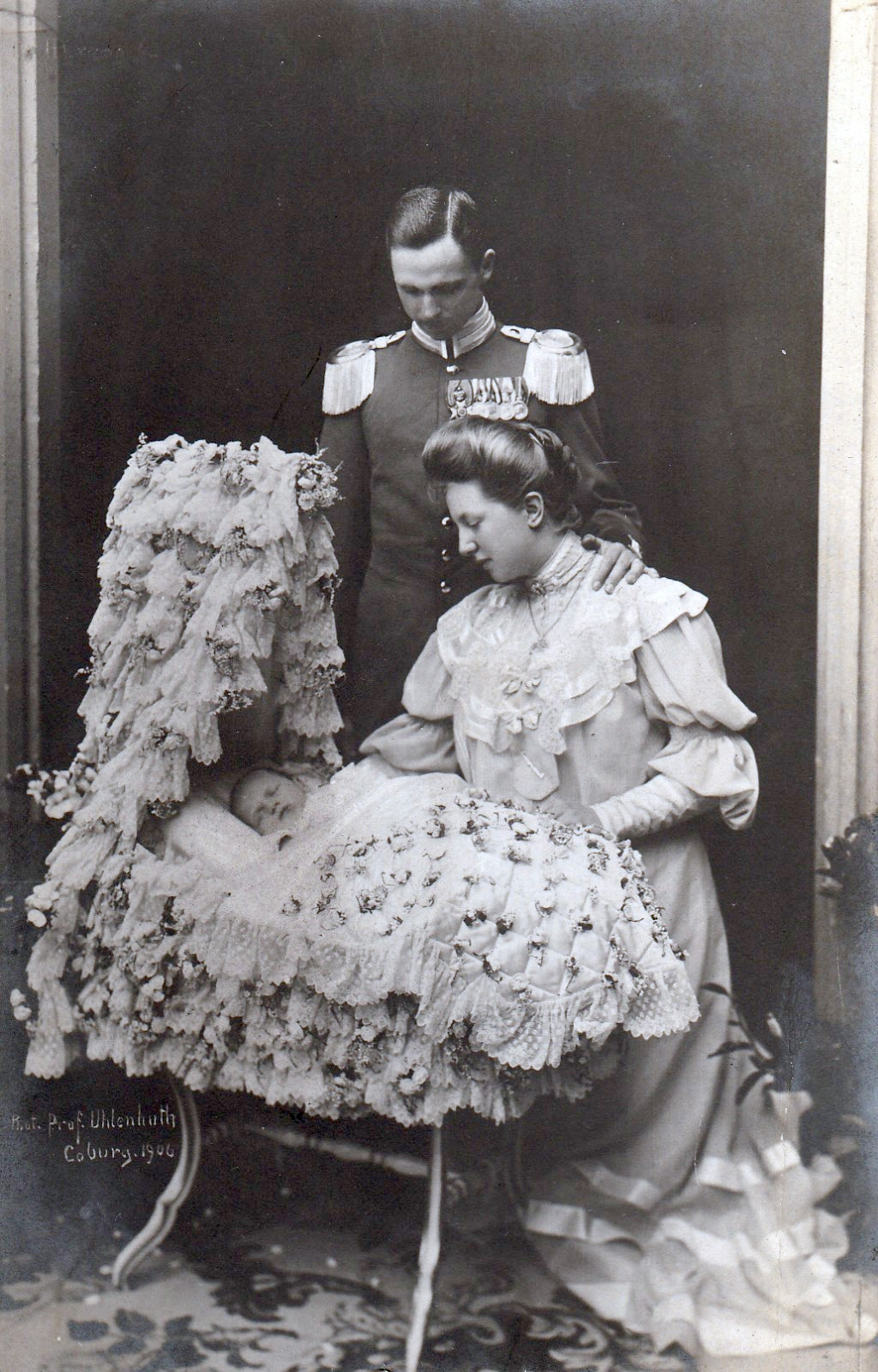
Der neugeborene Erbprinz Johann Leopold mit seinen Eltern, 1906

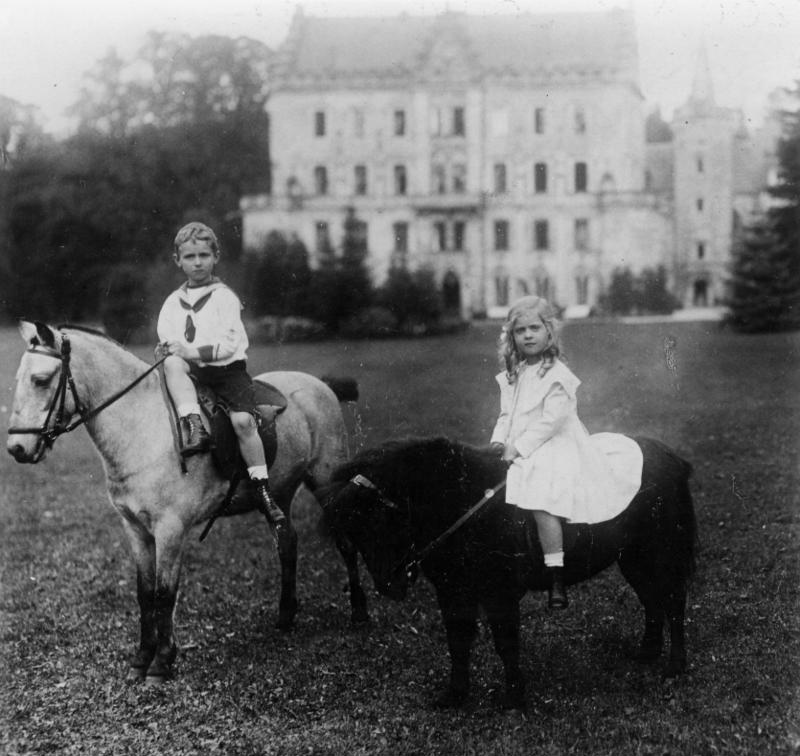
Erbprinz Johann Leopold mit seiner Schwester Sybilla im Park des Schlosses Reinhardsbrunn, 1913

Johann Leopold kam als erstes Kind von Herzog Carl Eduard von Sachsen-Coburg und Gotha und Viktoria Adelheid von Schleswig-Holstein-Sonderburg-Glücksburg am 2. August 1906 auf Schloss Callenberg zur Welt. Er war als Erstgeborener Erbprinz des Hauses Sachsen-Coburg und Gotha, und seine Geburt wurde groß gefeiert. So steht im Callenberger Forst eine Eiche, die zu diesem Anlass an seinem Geburtstag gepflanzt wurde; eine am Baum angebrachte Gedenktafel trägt folgende Inschrift:
Diese Eiche wurde als 8-jähriger Baum am Tage der Geburt Seiner Hoheit des Erbprinzen Johann Leopold von Sachsen-Coburg und Gotha gepflanzt. 2. August 1906.
Gleichzeitig kündeten 136 Kanonenschüsse von der Veste Coburg von seiner Geburt und es wurde eine Amnestie für Strafgefangene erlassen. Am 18. September 1906 kam Kaiser Wilhelm II. mit Kaiserin Auguste nach Coburg, um der am nächsten Tag stattfindenden Taufe des jungen Erbprinzen in der Ehrenburg als Taufpaten beizuwohnen.
Im Jahr 1926 legte Johann Leopold das Abitur am Gymnasium der Ritterakademie in Dom Brandenburg ab.:S. 207 Es folgte bis 1930 ein Studium der Volkswirtschaft, Kunstgeschichte und des Staatsrechts  an der Rheinischen Friedrich-Wilhelms-Universität in Bonn, das ohne Examen beendet wurde.:S. 210 1927 wurde er inaktives Mitglied des Corps Borussia Bonn. 1928 wurde er Mitglied im Stahlhelmbund.:S. 211 In den folgenden Jahren kam er aufgrund seines Lebensstils immer stärker in Konflikt mit seinem Vater Carl Eduard. Der stellte im Sommer 1931 beim Amtsgericht Coburg einen Antrag auf Entmündigung wegen Verschwendung, dem stattgegeben wurde. Johann Leopold kam unter eine vorläufige Vormundschaft. Carl Eduard war außerdem mit der Brautwahl nicht einverstanden und verweigerte seine Zustimmung.:S. 223 Erst als Johann Leopold seinen Vater mit der Behauptung anlog, dass seine Auserwählte Feodora Freiin von der Horst, die von 1924 bis 1931 mit Wolf Sigismund Pergler von Perglas verheiratet war, ein Kind von ihm erwarten würde, erhielt er die Zustimmung.:S. 227 Die Entmündigung wurde zurückgezogen und Johann Leopold verzichtete am 27. Februar 1932 auf die Zugehörigkeit zum Gesamthaus, zum Spezialhaus und zum Kreis der an der Familienstiftung stiftungsberechtigen Familien, was für ihn, seine zukünftigen Frauen und alle ihre Nachkommen galt.:S. 231
Der Verzicht zugunsten seiner nicht standesgemäßen Heirat war nötig, da gemäß dem Hausgesetz vom 1. März 1855 Mitglieder des Hauses Sachsen-Coburg und Gotha nur ebenbürtig, das heißt mit Mitgliedern aus erbfürstlichen oder reichsgräflichen Häusern heiraten durften. Seinen Namen Johann Leopold Prinz von Sachsen-Coburg und Gotha behielt er jedoch bei; zur Abgeltung seiner Ansprüche erhielt er Gut und Schloss Guteneck östlich von Nabburg in der Oberpfalz.
Johann Leopold und Feodora Freiin von der Horst (* 7. Juli 1905 in Wolka bei Rastenburg, Ostpreußen; † 23. Oktober 1991 in Schrobenhausen) heirateten standesamtlich am 9. März 1932 in Niedersedlitz bei Dresden und kurz darauf, am 14. März, kirchlich in Dresden.
Zum 1. April 1932 trat Johann Leopold in die NSDAP ein (Mitgliedsnummer 1.037.966).:S. 234 1937 wurde ihm wegen Desinteresse der Ausschluss angedroht. Im Zweiten Weltkrieg diente er als Unteroffizier in einem Flakregiment und wurde 1943 wegen politischer Unzuverlässigkeit aus der Wehrmacht entlassen.:S. 439 Ein Spruchkammerverfahren gegen ihn wurde am 20. Februar 1947 eingestellt.
Schlagzeilen machte Johann Leopold am 7. September 1948, als er von der großen Strafkammer des Amtsgerichts Amberg wegen eines fortgesetzten Verbrechens der Blutschande in Tateinheit mit fortgesetzten Verbrechen der Unzucht mit Kindern und mit Abhängigen zu zwei Jahren Zuchthaus verurteilt wurde.:S. 396 Danach brach die Verbindung mit seiner Familie in Coburg ab. Bei der Beerdigung seines Vaters am 10. März 1954 in Coburg war er abwesend.
Am 27. Februar 1962 wurde seine Ehe nach 30 Jahren geschieden. Ein Jahr später, am 3. Mai 1963, heiratete Johann Leopold die ebenfalls geschiedene Bürgerliche Maria Theresia Reindl (* 13. März 1908 in Bad Reichenhall, † 7. April 1996 in Grein). Die beiden wohnten in Karlstein bei Bad Reichenhall. Seinen letzten Wohnsitz hatte Johann Leopold in Grein, wo er am 4. Mai 1972 an Krebs starb. In Bad Reichenhall wurde seine Urne an der dortigen Kirche St. Zeno im Familiengrab Max Reindl, dem Familiengrab seiner zweiten Frau, beigesetzt.

### Kinder
Aus der Ehe mit Feodora Freiin von der Horst entstammen drei Kinder:
- Marianne (* 5. April 1933 in Hirschberg, Schlesien), bis 1975 mit Michael Nielsen († 1975) verheiratet, führt seit 1979 wieder den Geburtsnamen
- Ernst Leopold (* 14. Januar 1935 in Hirschberg, Schlesien, † 27. Juni 1996 in Bad Wiessee);

Ernst Leopold wäre ohne die Verzichtserklärung seines Vaters Oberhaupt des Gesamthauses von Sachsen-Coburg und Gotha geworden. Er versuchte, teils auch gerichtlich, am Familienvermögen beteiligt zu werden, was ihm jedoch nicht gelang. Ernst Leopold war dreimal verheiratet und hatte fünf Kinder: Hubertus, Victoria, Ernst Josias, Carl Eduard und Ferdinand Christian. Er beging 1996 zusammen mit seiner dritten Frau Suizid.
- Peter (* 12. Juni 1939 in Dresden), verheiratet mit Roswitha Breuer, drei Söhne, zwei Enkel

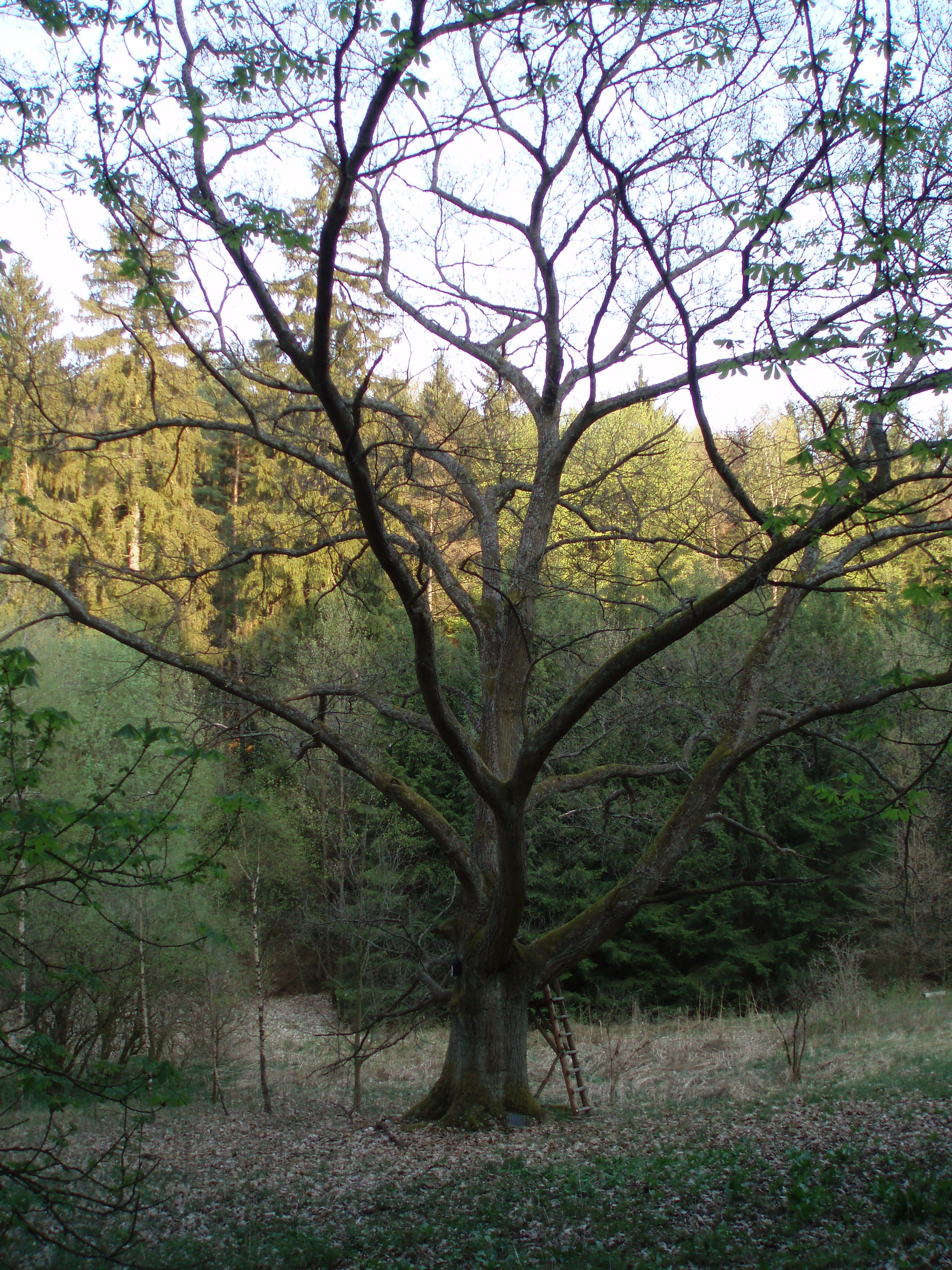
Die zu Johann Leopolds Geburt gepflanzte Eiche im Callenberger Forst
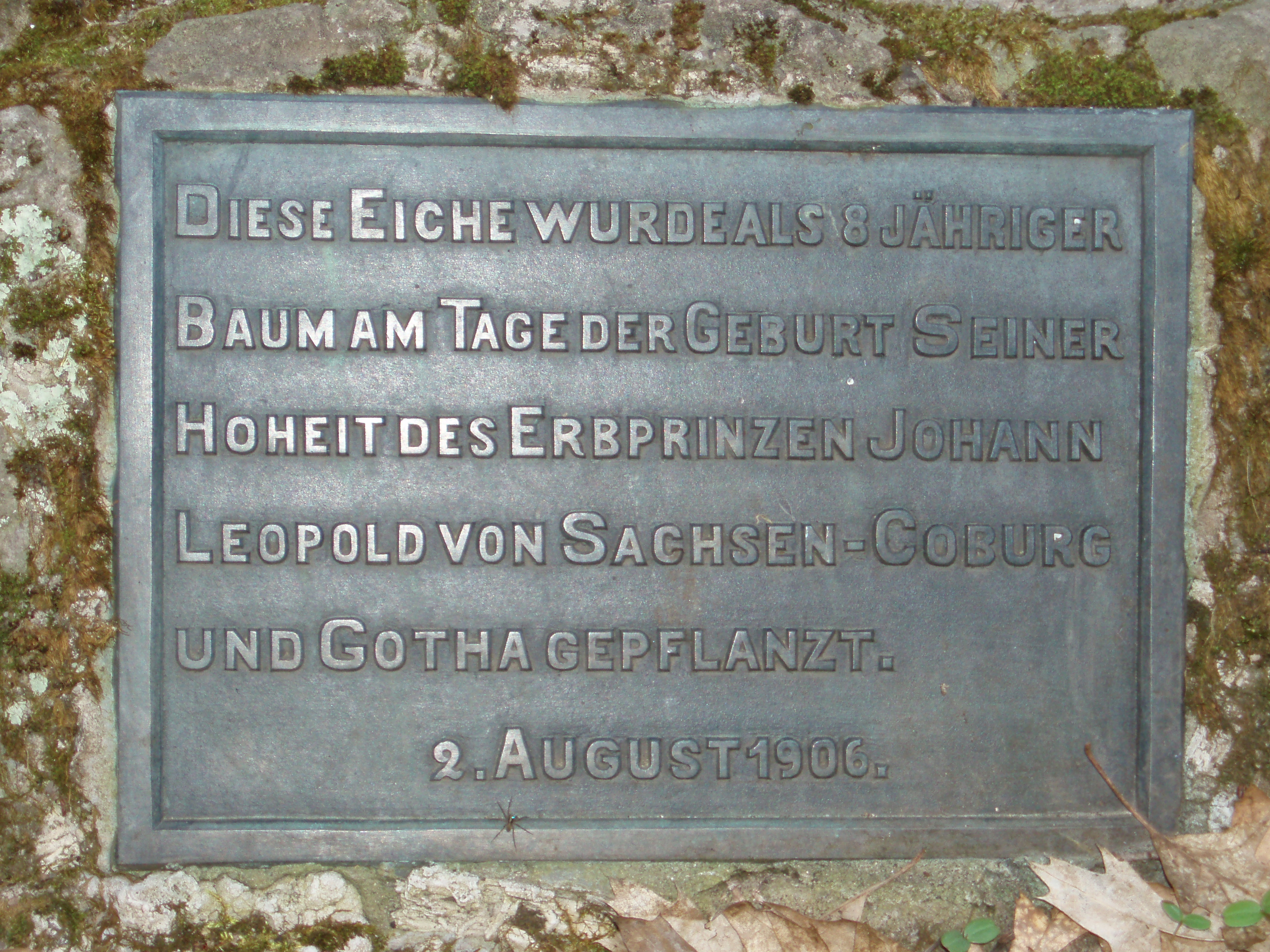
Die am Baum angebrachte Gedenktafel